# Pont de Blyes
Le pont de Blyes est un ouvrage d'art permettant le franchissement de l'Ain entre Blyes et Saint-Jean-de-Niost par la route départementale RD 124.

## Description
Le tablier, en béton précontraint, repose sur deux piles intermédiaires et deux culées. La construction a été réalisée de 1973 à 1975 par L'Entreprise industrielle. La particularité de cet ouvrage réside dans son mode de construction, il a été construit « à sec », la construction a été effectuée sur le sol d'un petit méandre de l'Ain. Après la fabrication des culées, celle des piles a été faite dans des batardeaux en palplanches, puis le tablier a été coulé sur un remblai compacté. Après réalisation de cet ouvrage, le cours de l'Ain a été rectifié pour passer sous le nouveau pont supprimant du même coup le petit méandre.
Un film, monté et rendu disponible en 1977, a été tourné au cours de la construction.